# Tỉnh trưởng Chính phủ Nhân dân tỉnh Hắc Long Giang
Tỉnh trưởng Chính phủ Nhân dân tỉnh Hắc Long Giang (tiếng Trung: 黑龙江省人民政府省长, bính âm: Hēilóngjiāng xǐng Rénmín Zhèngfǔ Shěng zhǎng), gọi tắt là Tỉnh trưởng Hắc Long Giang, là chức vụ lãnh đạo hành chính toàn bộ tỉnh Hắc Long Giang, thủ trưởng của Chính phủ Nhân dân tỉnh Hắc Long Giang, được bầu cử bởi Đại hội Đại biểu Nhân dân tỉnh Hắc Long Giang, bổ nhiệm bởi Tổng lý Quốc vụ viện, lãnh đạo bởi Đảng viên Đảng Cộng sản Trung Quốc. Công vụ viên lãnh đạo, là Tỉnh trưởng Hắc Long Giang có cấp bậc chính tỉnh – chính bộ, thường là Ủy viên Ủy ban Trung ương Đảng Cộng sản Trung Quốc các khóa. Tỉnh trưởng là lãnh đạo thứ hai của tỉnh, đứng sau Bí thư Tỉnh ủy. Tỉnh trưởng Hắc Long Giang đồng thời là Phó Bí thư Tỉnh ủy Hắc Long Giang.
Trong lịch sử Cộng hòa Nhân dân Trung Hoa, chức vụ Tỉnh trưởng Chính phủ Nhân dân tỉnh Hắc Long Giang có các tên gọi là Chủ tịch Chính phủ Nhân dân tỉnh Hắc Long Giang (1949 – 1955), Tỉnh trưởng Ủy ban Nhân dân tỉnh Hắc Long Giang (1955 – 1967), Chủ nhiệm Ủy ban Quân Giải phóng Nhân dân Trung Quốc Kiểm soát tỉnh Hắc Long Giang (1967 – 1968), Chủ nhiệm Ủy ban Cách mạng tỉnh Hắc Long Giang (1968 – 1979), và Tỉnh trưởng Chính phủ Nhân dân tỉnh Hắc Long Giang (từ 1979 đến nay). Tất cả các tên gọi này dù khác nhau nhưng cùng có ý nghĩa là Thủ trưởng Hành chính tỉnh Hắc Long Giang, tức nghĩa Tỉnh trưởng Chính phủ Nhân dân tỉnh Hắc Long Giang hiện nay.
Tỉnh trưởng Chính phủ Nhân dân tỉnh Hắc Long Giang hiện tại là Hồ Xương Thăng.

## Lịch sử

### Thời kỳ đầu
Năm 1949, Chính phủ Nhân dân tỉnh Hắc Long Giang chính thức được thành lập, thủ phủ của tỉnh là thành phố Cáp Nhĩ Tân. Tháng 4 năm 1949, tỉnh Nộn Giang, một vùng được thành lập năm 1945 bởi Trung Hoa Dân Quốc được sáp nhập cùng địa cấp thị Tề Tề Cáp Nhĩ. Tháng 6 năm 1954, tỉnh Tùng Giang cùng địa cấp thị Mẫu Đơn Giang được sáp nhập. Chủ tịch Chính phủ Nhân dân tỉnh Hắc Long Giang đầu tiên là Vu Nghị Phu một văn sĩ, tình báo Đảng Cộng sản Trung Quốc trong Nội chiến Trung Quốc, về sau bị bỏ tù bảy năm bởi Đại Cách mạng Văn hóa vô sản, được khôi phục danh dự năm 1979. Chức vụ Chủ tịch Chính phủ Nhân dân tỉnh Hắc Long Giang chỉ được đặt trong giai đoạn 1950 – 1955, Hắc Long Giang có tới bốn thủ trưởng. Kế nhiệm Vu Nghị Phu là Triệu Đức Tôn (赵德尊. 1914 – 2012) giai đoạn (1952 – 1953), Trần Lôi (陈雷. 1917 – 2006) giai đoạn (1953 – 1954), Hàn Quang (韩光. 1912 – 2008) giai đoạn (1954 – 1956).

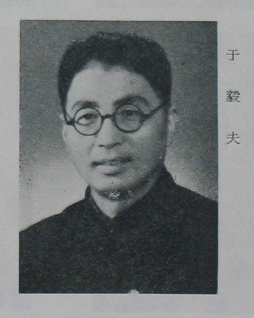
Vu Nghị Phu (1903 – 1982), Tỉnh trưởng Hắc Long Giang đầu tiên (1950 – 1952).

Vào tháng 11 năm 1955, Chính phủ Nhân dân tỉnh Hắc Long Giang được tổ chức lại thành Ủy ban Nhân dân của tỉnh Hắc Long Giang. Giai đoạn 1955 – 1967 có Âu Dương Khâm (欧阳钦. 1900 – 1978) giai đoạn (1956 – 1968), Lý Phạm Ngũ (李范五. 1912 – 1986) giai đoạn (1958 – 1967). Tháng 3 năm 1967, Ủy ban Cách mạng tỉnh Hắc Long Giang được thành lập. Có bốn Chủ nhiệm là Phan Phúc Sinh (潘复生. 1908 – 1980) giai đoạn (1967 – 1971), Uông Gia Đạo (汪家道. 1916 – 1992) giai đoạn (1971 – 1977), Lưu Quang Đào (刘光涛. 1920 – 2011) thời gian năm 1977, Dương Dịch Thần (杨易辰. 1914 – 1997) giai đoạn (1977 – 1979). Trong thập niên 1960, quan hệ Trung Quốc – Liên Xô xấu đi, với Chia rẽ Trung – Xô và tiêu điểm Xung đột biên giới Trung – Xô năm 1969 tại sông Ussuri đi qua Viễn Đông Nga và Hắc Long Giang. Các Thủ trưởng Hắc Long Giang được giao thêm nhiệm vụ tại biên giới. Vào tháng 5 năm 1967, Phan Phúc Sinh kiêm nhiệm Chính ủy Quân khu Thẩm Dương, tham gia thi hành trong cuộc xung đột. Rồi sau đó, trong cuộc Cách mạng Văn hóa, ông được bầu làm Ủy viên Quân ủy Trung ương. Phan Phúc Sinh trong những năm nay có ý thức hệ khác, ông đã triển khai và phát động các cuộc xung đột cũ và mới, tạo ra xung đột phe phái trong tỉnh. Ông tuyên bố trả thù giai cấp, thanh trừ tư sản. Tuy nhiên, trên thực tế, một số cán bộ và quần chúng đã bị bức hại, dẫn đến một số lượng lớn các trường hợp bất công, sai trái ở Hắc Long Giang. Ông đã gây ra chiến tranh phe phái liên tục và tranh chấp phức tạp, khiến tình hình Hắc Long Giang bất ổn định trong một thời gian dài. Tháng 9 năm 1971, ông bị cách chức để xem xét, bị điều tra rồi giam lỏng tại Hắc Long Giang cho đến khi ông qua đời. Vào tháng 4 năm 1982, Ủy ban Trung ương Đảng Cộng sản Trung Quốc đã đưa ra kết luận về các vấn đề chính trị của Phan Phúc Sinh và đồng ý với kết luận cuộc điều tra vi phạm của ông. Cùng vì hành động gây bạo loạn ở Hắc Long Giang của ông, Trung ương phải điều Thiếu tướng Uông Gia Đạo, Thiếu tướng Lưu Quang Đào là Chủ nhiệm Ủy ban Cách mạng tỉnh giai đoạn 1971 – 1977 góp phần quản lý. Bên cạnh đó có Dương Dịch Thần, về sau ông là Viện trưởng Viện trưởng Viện Kiểm sát Nhân dân Tối cao, chức vụ cấp Phó Quốc gia.

### Từ 1979

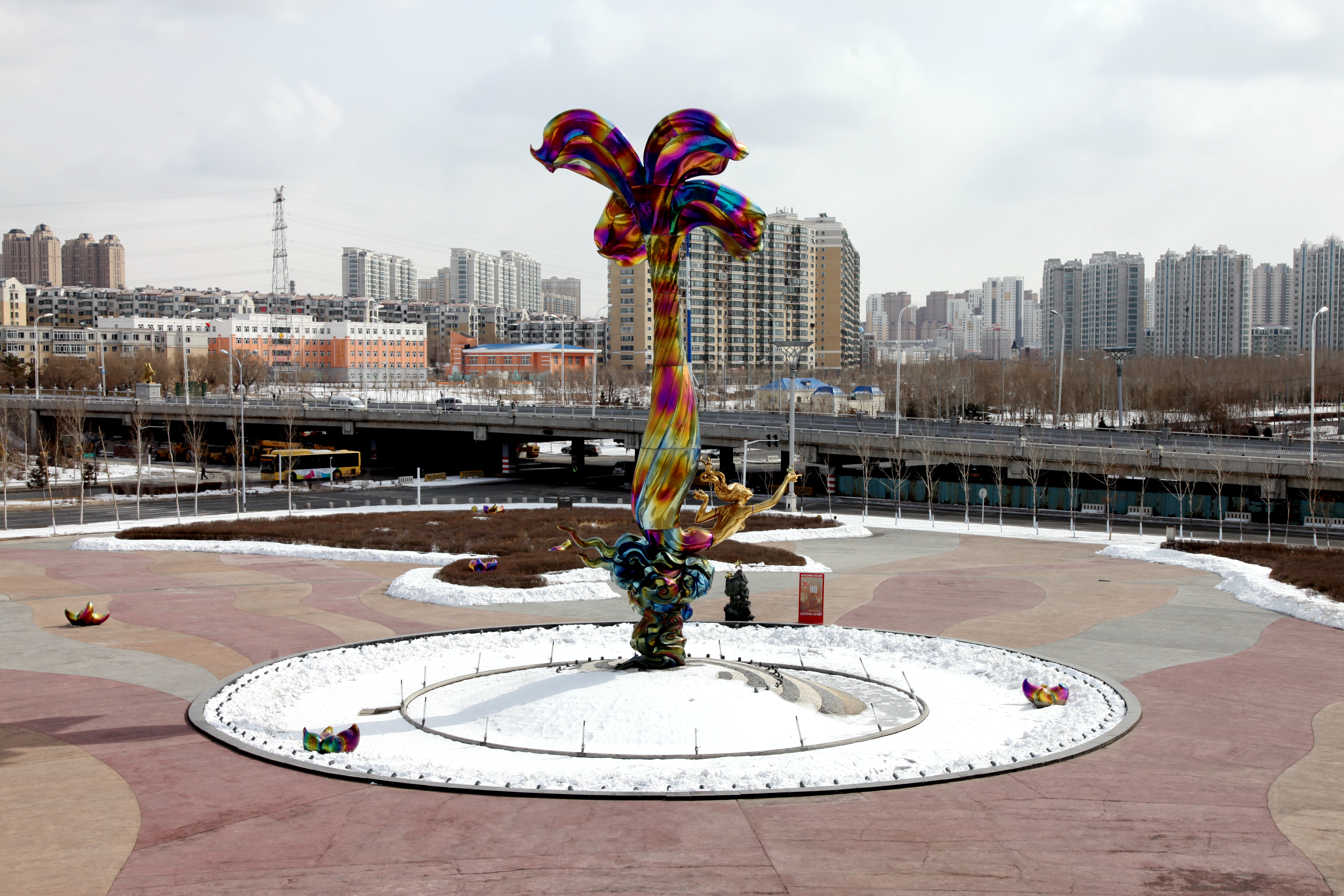
Tỉnh lỵ phó tỉnh Cáp Nhĩ Tân, 2019 với 10,9 triệu dân, GDP đạt 100 tỷ USD, bình quân 9.174 USD/người, tốc độ 6,73%. Ảnh năm 2016.

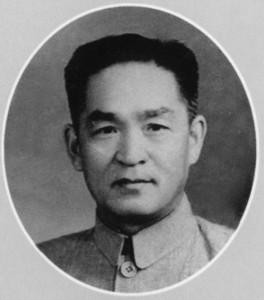
Phan Phúc Sinh (1908 – 1980), Tỉnh trưởng Hắc Long Giang (1967 – 1971).

Vào tháng 12 năm 1979, Ủy ban Cách mạng tỉnh Hắc Long Giang đã được giải thể và Chính phủ Nhân dân tỉnh Hắc Long Giang được tái lập. Từ đó đến nay, các Tỉnh trưởng Chính phủ Nhân dân tỉnh Hắc Long Giang là: Trần Lôi (1979 – 1985), quay lại làm Thủ trưởng tỉnh lần thứ hai, Hậu Thiệp (侯捷. 1931 – 2001) giai đoạn (1985 – 1988), Thiệu Kỳ Huệ (邵奇惠. 1934) giai đoạn (1989 – 1994), Điền Phượng Sơn (田凤山. 1941) giai đoạn (1994 – 2000), Tống Pháp Đường (2000 – 2003), Trương Tả Kỉ (2003 – 2007), Lật Chiến Thư (2007 – 2010), Vương Hiến Khôi (2010 – 2013), Lục Hạo (2013 – 2018) và Vương Văn Đào (2018 – nay). Trong đó, Lục Hạo là một chính khách trẻ, sinh năm 1967, được bầu làm Tỉnh trưởng Hắc Long Giang năm 2013, khi mới 46 tuổi, cũng là Ủy viên trẻ tuổi nhất trong Ủy viên Trung ương khóa XIX (2017 – 2022) và Vương Văn Đào (1964 -) là Tỉnh trưởng Hắc Long Giang hiện tại. Lục Hạo từng là Bí thư thứ nhất Đoàn Thanh niên Cộng sản Trung Quốc giai đoạn 2008 – 2013 trước khi là Tỉnh trưởng Hắc Long Giang, tức là ông đã giữ chức vụ cấp Chính Tỉnh – Chính Bộ, hàm Bộ trưởng từ năm 2008, khi ông 41 tuổi cho đến nay. Hiện tại ông là Bộ trưởng Bộ Tài nguyên, trong một thời gian dài chưa thăng cấp.
Ở Hắc Long Giang năm 1998 đã xuất Lũ lụt Trung Quốc năm 1998, khiến 4.150 người tử vong, thiệt hại kinh tế trực tiếp lên tới 255 tỷ nhân dân tệ. Trục tiếp chỉ đạo giải quyết thiên tai Hắc Long Giang thời điểm này Điền Phượng Sơn. Ông đã có các nỗ lực cứu trợ lũ lụt ở Nộn Giang và sông Tùng Hoa, quyết tâm chỉ huy giải cứu ở tiền tuyến, và được đánh giá cao bởi Trung ương. Sau đó ông được chuyển làm Bộ trưởng Bộ Tài nguyên và Đất đai Trung Quốc. Tuy nhiên, chỉ ít lâu sau, ông bị điều tra lội nhận hối lỗi nghiêm trọng, bị khai trừ khỏi Đảng năm 2004, kết án chung thân năm 2005.
Từ năm 1949 đến 2020, Hắc Long Giang có 19 Tỉnh trưởng, chỉ có một các bộ cao cấp từng giữ vị trí này, đó là Lật Chiến Thư. Lật Chiến Thư đương nhiệm Ủy viên trưởng Nhân Đại khóa XIII, Ủy viên Ban Thường vụ khóa 19, Phó Chủ tịch Ủy ban An toàn Quốc gia, ông là một người phụ tá của lãnh tụ tối cao Tập Cận Bình, và là Lãnh đạo Quốc gia vị trí thứ ba.

## Danh sách Tỉnh trưởng
Từ năm 1949 tính đến hiện tại, Chính phủ Nhân dân tỉnh Hắc Long Giang có 20 Tỉnh trưởng Chính phủ Nhân dân.
| STT                                                             | Đồng chí                                                      | Quê quán                                                      | Sinh năm                                                      | Nhiệm kỳ                                                      | Chức vụ về sau (gồm hiện) | Chức vụ trước, tình trạng                                               |
| Chủ tịch Chính phủ Nhân dân tỉnh Hắc Long Giang (1949 – 1955)   | Chủ tịch Chính phủ Nhân dân tỉnh Hắc Long Giang (1949 – 1955) | Chủ tịch Chính phủ Nhân dân tỉnh Hắc Long Giang (1949 – 1955) | Chủ tịch Chính phủ Nhân dân tỉnh Hắc Long Giang (1949 – 1955) | Chủ tịch Chính phủ Nhân dân tỉnh Hắc Long Giang (1949 – 1955) | Chủ tịch Chính phủ Nhân dân tỉnh Hắc Long Giang (1949 – 1955) | Chủ tịch Chính phủ Nhân dân tỉnh Hắc Long Giang (1949 – 1955)           |
| --------------------------------------------------------------- | ------------------------------------------------------------- | ------------------------------------------------------------- | ------------------------------------------------------------- | ------------------------------------------------------------- | --- | ----------------------------------------------------------------------- |
| 1                                                               | Vu Nghị Phu                                                   | Song Thành Cát Lâm                                            | 1903 – 1982                                                   | 09/1950 – 11/1952                                             | - Nguyên Phó Trưởng Ban Công tác Mặt trận Thống nhất Trung ương Đảng | Qua đời năm 1982 tại Trường Xuân.                                       |
| 2                                                               | Triệu Đức Tôn                                                 | Liêu Trung Liêu Ninh                                          | 1914 – 2012                                                   | 11/1952 – 12/1953                                             | - Nguyên Bí thư Tỉnh ủy Hắc Long Giang | Qua đời năm 2012.                                                       |
| 3                                                               | Trần Lôi                                                      | Hoa Xuyên Hắc Long Giang                                      | 1917 – 2006                                                   | 12/1953 – 08/1954                                             | - Nguyên Ủy viên Ủy ban Cố vấn Trung ương Đảng | Qua đời năm 2006 tại Cáp Nhĩ Tân.                                       |
| 4                                                               | Hàn Quang                                                     | Tề Tề Cáp Nhĩ Hắc Long Giang                                  | 1912 – 2008                                                   | 08/1954 – 11/1955                                             | - Nguyên Chủ nhiệm Ủy ban Xây dựng cơ bản Quốc gia (đổi thành Bộ Xây dựng Trung Quốc) - Nguyên Thường vụ Ủy ban Kiểm tra Kỷ luật Trung ương | Qua đời năm 2008 tại Bắc Kinh.                                          |
| Tỉnh trưởng Ủy ban Nhân dân tỉnh Hắc Long Giang (1955 – 1967)   |                                                               |                                                               |                                                               |                                                               | |                                                                         |
| 4                                                               | Hàn Quang                                                     | Tề Tề Cáp Nhĩ Hắc Long Giang                                  | 1912 – 2008                                                   | 11/1955 – 07/1956                                             | - Nguyên Thường vụ Ủy ban Kiểm tra Kỷ luật Trung ương | Qua đời năm 2008 tại Bắc Kinh.                                          |
| 5                                                               | Âu Dương Khâm                                                 | Ninh Hương Hồ Nam                                             | 1900 – 1978                                                   | 07/1956 – 08/1958                                             | - Nguyên Phó Chủ tịch Chính hiệp - Nguyên Bí thư Tỉnh ủy Hắc Long Giang | Qua đời năm 1978 tại Bắc Kinh.                                          |
| 6                                                               | Lý Phạm Ngũ                                                   | Mục Lăng, Hắc Long Giang                                      | 1912 – 1986                                                   | 08/1958 – 03/1967                                             | - Nguyên Tỉnh trưởng Hắc Long Giang | Qua đời năm 1986 tại Bắc Kinh.                                          |
| Chủ nhiệm Ủy ban Cách mạng tỉnh Hắc Long Giang (1967 – 1979)    |                                                               |                                                               |                                                               |                                                               | |                                                                         |
| 7                                                               | Phan Phúc Sinh                                                | Văn Đăng, Sơn Đông                                            | 1908 – 1980                                                   | 03/1967 – 08/1971                                             | - Nguyên Bí thư Tỉnh ủy Hắc Long Giang - Nguyên Bí thư Tỉnh ủy Hà Nam | Qua đời năm 1980 tại Cáp Nhĩ Tân.                                       |
| 8                                                               | Uông Gia Đạo                                                  | Hoắc Khứ Bệnh An Huy                                          | 1916 – 1992                                                   | 08/1971 – 02/1977                                             | - Thiếu tướng Giải phóng quân - Nguyên Bí thư Tỉnh ủy Hắc Long Giang. | Qua đời năm 1992.                                                       |
| 9                                                               | Lưu Quang Đào                                                 | Hàm Dương, Thiểm Tây                                          | 1920 –                                                        | 02/1977 – 12/1977                                             | - Thiếu tướng Giải phóng quân - Nguyên Bí thư Tỉnh ủy Hắc Long Giang. | Chủ nhiệm Ủy ban Cách mạng.                                             |
| 10                                                              | Dương Dịch Thần                                               | Pháp Khố Liêu Ninh                                            | 1914 – 1997                                                   | 12/1977 – 12/1979                                             | - Nguyên Viện trưởng Viện Kiểm sát Nhân dân Tối cao | Qua đời năm 1997 tại Bắc Kinh.                                          |
| Tỉnh trưởng Chính phủ Nhân dân tỉnh Hắc Long Giang (1979 – nay) |                                                               |                                                               |                                                               |                                                               | |                                                                         |
| 3                                                               | Trần Lôi                                                      | Hoa Xuyên Hắc Long Giang                                      | 1917 – 2006                                                   | 12/1979 – 05/1985                                             | - Nguyên Ủy viên Ủy ban Cố vấn Trung ương | Qua đời năm 2006 tại Cáp Nhĩ Tân.                                       |
| 11                                                              | Hậu Thiệp                                                     | Loan Châu Hà Bắc                                              | 1931 – 2001                                                   | 05/1985 – 12/1988                                             | - Nguyên Bộ trưởng Bộ Xây dựng | Qua đời năm 2001 tại Bắc Kinh.                                          |
| 12                                                              | Thiệu Kỳ Huệ                                                  | Vô Tích Giang Tô                                              | 1934 –                                                        | 01/1989 – 05/1994                                             | - Nguyên Ủy viên Ủy ban Thường vụ Nhân Đại khóa XI | Trước đó là Bí thư Thị ủy Tề Tề Cáp Nhĩ.                                |
| 13                                                              | Điền Phượng Sơn                                               | Bồng Lai, Sơn Đông                                            | 1941 –                                                        | 05/1994 – 01/2000                                             | - Nguyên Bộ trưởng Bộ Tài nguyên | Phạm tội tham nhũng, bị miễn công chức, Đảng viên năm, kết tù năm 2005. |
| 14                                                              | Tống Pháp Đường                                               | Đàm Thành Sơn Đông                                            | 1940 –                                                        | 01/2000 – 04/2003                                             | - Nguyên Bí thư Tỉnh ủy Hắc Long Giang. | Trước đó là Phó Bí thư Tỉnh ủy tỉnh Sơn Đông.                           |
| 15                                                              | Trương Tả Kỉ                                                  | Ba Ngạn Hắc Long Giang                                        | 1945 –                                                        | 04/2003 – 12/2007                                             | - Nguyên Ủy viên Ủy ban Thường vụ Chính hiệp khóa XI - Nguyên Bộ trưởng Bộ Lao động và An sinh Xã hội | Trước đó là Bộ trưởng Bộ Lao động và An sinh Xã hội Trung Quốc.         |
| 16                                                              | Lật Chiến Thư                                                 | Bình Sơn, Hà Bắc                                              | 1950 –                                                        | 12/2007 – 08/2010                                             | - Ủy viên trưởng Nhân Đại khóa XIII - Ủy viên Ban Thường vụ Bộ Chính trị - Lãnh đạo Quốc gia vị trí thứ Ba - Phó Chủ tịch Ủy ban An toàn Quốc gia - Nguyên Bí thư Tỉnh ủy tỉnh Quý Châu, - Nguyên Chủ nhiệm Văn phòng Trung ương Đảng - Nguyên Bí thư Ban Bí thư | Lãnh đạo Quốc gia. Trước là Phó Bí thư Tỉnh ủy Hắc Long Giang.          |
| 17                                                              | Vương Hiến Khôi                                               | Thương, Hà Bắc                                                | 1952 –                                                        | 08/2010 – 03/2013                                             | - Ủy viên Ủy ban Thường vụ Nhân Đại - Nguyên Bí thư Tỉnh ủy Hắc Long Giang. | Trước đó là Phó Bí thư Tỉnh ủy tỉnh Giang Tây.                          |
| 18                                                              | Lục Hạo                                                       | Tây An, Thiểm Tây                                             | 1967 –                                                        | 03/2013 – 03/2018                                             | - Ủy viên Trung ương khóa XIX - Bộ trưởng Bộ Tài nguyên | Trước đó là Bí thư thứ nhất Đoàn Thanh niên Cộng sản Trung Quốc         |
| 19                                                              | Vương Văn Đào                                                 | Nam Thông, Giang Tô                                           | 1964 –                                                        | 03/2018 –                                                     | - Ủy viên Trung ương XIX - Bộ trưởng Bộ Thương mại | Phó Bí thư Tỉnh ủy tỉnh Sơn Đông.                                       |
| 20                                                              | Hồ Xương Thăng                                                | Cao An, Giang Tây                                             | 1963                                                          | 02/2021                                                       | - Ủy viên dự khuyết Trung ương XIX - Tỉnh trưởng Hắc Long Giang | Bí thư Thành ủy Hạ Môn.                                                 |

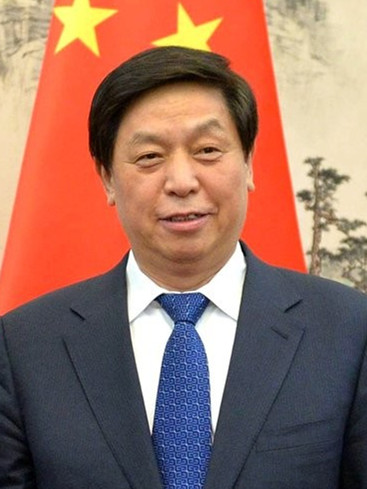
Lật Chiến Thư (1950), Ủy viên trưởng Ủy ban Thường vụ Đại hội Đại biểu Nhân dân Toàn quốc, Lãnh đạo Quốc gia vị trí thứ Ba hiện tại, nguyên Tỉnh trưởng Chính phủ Nhân dân tỉnh Hắc Long Giang (2007 – 2010).
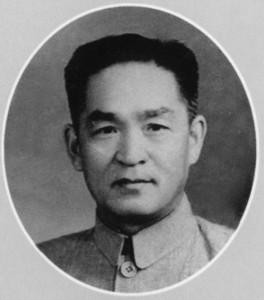
Phan Phúc Sinh (1908 – 1980), nguyên Tỉnh trưởng Chính phủ Nhân dân tỉnh Hắc Long Giang (1967 – 1971).
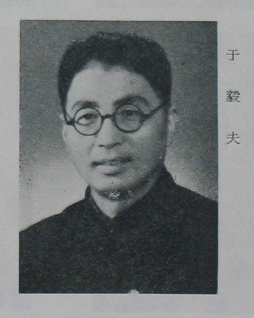
Vu Nghị Phu (1903 – 1982), nguyên Tỉnh trưởng Chính phủ Nhân dân tỉnh Hắc Long Giang đầu tiên (1950 – 1952).

## Tên gọi khác
Chủ tịch Chính phủ Nhân dân tỉnh Hắc Long Giang (1950 – 1955)

Hắc Long Giang

- Vu Nghị Phu, nguyên Chủ tịch Chính phủ Nhân dân tỉnh Hắc Long Giang (1950 – 1952).
- Chu Lâm, nguyên Chủ tịch Chính phủ Nhân dân tỉnh Hắc Long Giang (1952 – 1953).
- Trần Lôi, nguyên Chủ tịch Chính phủ Nhân dân tỉnh Hắc Long Giang (1953 – 1954).
- Hàn Quang, nguyên Chủ tịch Chính phủ Nhân dân tỉnh Hắc Long Giang (1954 – 19555).

Tỉnh trưởng Ủy ban Nhân dân tỉnh Hắc Long Giang (1955 – 1967)
- Hàn Quang, nguyên Tỉnh trưởng Ủy ban Nhân dân tỉnh Hắc Long Giang (1955 – 1956).
- Âu Dương Khâm, nguyên Tỉnh trưởng Ủy ban Nhân dân tỉnh Hắc Long Giang (1956 – 1958).
- Lý Phạm Ngũ, nguyên Tỉnh trưởng Ủy ban Nhân dân tỉnh Hắc Long Giang (1958 – 1967).

Chủ nhiệm Ủy ban Cách mạng tỉnh Hắc Long Giang (1967 – 1979)
- Phan Phúc Sinh, nguyên Chủ nhiệm Ủy ban Cách mạng tỉnh Hắc Long Giang (1967 – 1971).
- Uông Gia Đạo, nguyên Chủ nhiệm Ủy ban Cách mạng tỉnh Hắc Long Giang(1971 – 1977).
- Lưu Quang Đào, nguyên Chủ nhiệm Ủy ban Cách mạng tỉnh Hắc Long Giang (1977).
- Dương Dịch Thần, nguyên Chủ nhiệm Ủy ban Cách mạng tỉnh Hắc Long Giang (1977 – 1979).

## Các lãnh đạo quốc gia

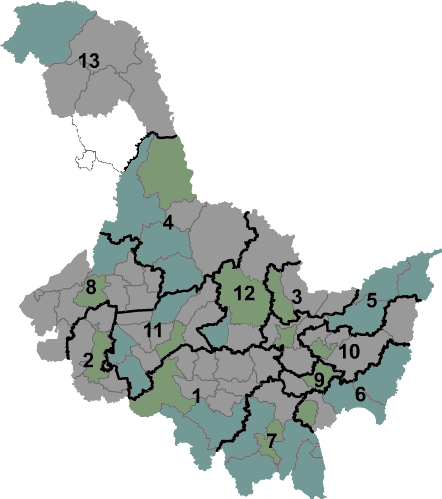
Bản đồ Hắc Long Giang

Trong quãng thời gian từ năm 1949 đến nay, Chính phủ Nhân dân tỉnh Hắc Long Giang có một lãnh đạo quốc gia nào từng giữ vị trí Tỉnh trưởng Chính phủ Nhân dân. Đó là:
- Lật Chiến Thư (1950 –),  Ủy viên trưởng Ủy ban Thường vụ Đại hội Đại biểu Nhân dân Toàn quốc khóa XIII, Ủy viên Ban Thường vụ Bộ Chính trị Đảng Cộng sản Trung Quốc, Lãnh đạo Quốc gia vị trí thứ ba, Phó Chủ tịch Ủy ban An toàn Quốc gia Trung Quốc. Lật Chiến Thư hiện đang là Lãnh đạo Quốc gia vị trí thứ ba Trung Quốc, phụ tá của Tập Cận Bình. Ông từng trải qua nhiều năm công tác tại các chính quyền địa phương, Thiểm Tây, Hắc Long Giang, Quý Châu, từng là Chủ nhiệm Văn phòng Trung ương Đảng Cộng sản Trung Quốc, thuộc Tập Cận Bình.